# 전라남도영암교육지원청
전라남도영암교육지원청(全羅南道靈岩敎育支援廳, Yeongam Office of Education)은 전라남도 영암군을 관할하는 전라남도교육청 산하의 교육지원청이다.
교육장은 장학관으로 보한다.

## 산하 기관

### 유치원
| - 삼호유치원 | - 에벤에셀유치원 |

### 초등학교
| - 구림초등학교 - 금정초등학교 - 대불초등학교 - 덕진초등학교 - 도포초등학교 | - 독천초등학교 - 미암초등학교 - 삼호서초등학교 - 삼호중앙초등학교 - 서창초등학교 | - 시종초등학교 - 신북초등학교 - 영암초등학교 - 용당초등학교 | - 장천초등학교 - 학산초등학교 |

### 중학교
| - 구림중학교 - 삼호서중학교 - 삼호중학교 | - 시종중학교 - 신북중학교 - 영암금정중학교 | - 영암낭주중학교 - 영암도포중학교 - 영암서호중학교 | - 영암여자중학교(사립 여학교) - 영암중학교(공립 남학교) |

### 고등학교
| - 영암고등학교(공립 남학교) - 영암낭주고등학교 - 구림공업고등학교 | - 전남에너지고등학교 - 삼호고등학교 - 영암여자고등학교(사립 여학교) |